# Anna Solà (professora)
Anna Solà és una professora universitària catalana. Llicenciada en art per la Universitat Autònoma de Barcelona i ha estat professora associada de cinema, vídeo i televisió de l'Escola Multimèdia de la Universitat Politècnica de Catalunya, alhora que ha treballat en el camp de la crítica i la didàctica cinematogràfica. Gerent i Directora executiva de l'Institut Català de les Dones (ICD) del 2003 al 2010. Codirectora, juntament amb Marta Selva de la Cooperativa Promotora de Mitjans Audiovisuals, Drac Màgic i de Mostra Internacional de Films de Dones de Barcelona. És membre de l'Associació de Crítics i Escriptors Cinematogràfics i Membre d'Honor de l'Acadèmia del Cinema Català.